# 기누노베바시역
기누노베바시역(일본어: 絹延橋駅, きぬのべばしえき)은 일본 효고현 가와니시시에 있는 노세 전철 묘켄 선의 역이다. 역 번호는 NS02이다.

## 역사
- 1913년 4월 13일: 영업 개시.
- 1966년
  - 1월 25일: 히라노 차고 완성에 따라 기누노베바시 차고 폐지.
  - 12월 3일: 승강장을 3량 분으로 연장.
- 1967년 11월 30일: 복선화로 인하여 역 개량.

## 역 구조
상대식 승강장 2면 2선의 지상역이다.
개찰구 등은 가와니시노세구치 방향 측의 남쪽에 설치되었다. 두 플랫폼의 왕래는 개찰구 근처에 있는 구내 건널목에서 한다. 화장실은 개찰구를 들어간 위치에 오래된 작은 남녀 겸용인 것이 설치되어 있다. 개찰구의 높이에서 플랫폼까지는 6단의 계단을 승강하게 되며 슬로프의 설치 등은 되지 않았지만 2단식 난간이 설치되어 있다. 가와니시노세구치 방향에만 대합실이 설치되어 있다. 플랫폼은 6량 편성분의 유효 길이가 있지만 현재는 4량 편성의 열차만 정차하기 때문에, 역사 남쪽에 정차한다.

### 승강장
| 서측 | ■ 묘켄 선 | 야마시타・묘켄구치・닛세이추오 방면       |
| 동측 | ■ 묘켄 선 | 가와니시노세구치・다카라즈카・우메다 방면 |

## 역 주변
본 역은 효고 현 가와니시 시 와 오사카부 이케다시와 현 경계 부근에 위치하고 있으며 동쪽으로 50m 정도 이동하면 역명의 유래가 된 기누노베바시가 있다. 다리는 강의 확장 공사와 제방의 높이 때문에 2010년 7월 6일에 새로운 다리로 교환하였다. 본 강의 이전에는 "가와니시코바시"라는 작은 다리가 놓여져 있었지만 기누노베바시의 전환에 따른 도로 확장으로 도로 부분이 암거화되어 가와니시코바시는 사라지게 되었다. 또한, 역전의 도로도 건널목에서 동쪽 확장은 완료되었다.
- 가와니시 시 교통국 기누노베 단지
- 가와니시 미소노 우체국
- 기누노베바시
- 이나 강
- 한신 고속 11호 이케다 선・신이나가와 대교
- 효고 지방 도로 185호・오사카 부도 112호 기누노베바시 정차장선

## 인접역
| 노세 전철 ■ 묘켄 선               | 노세 전철 ■ 묘켄 선 | 노세 전철 ■ 묘켄 선         |
| --------------------------------- | ------------------- | --------------------------- |
| NS01 가와니시노세구치 우메다 방면 | ■ 보통              | 다키야마 NS03 묘켄구치 방면 |